# Cueva de Bedmar
La Cueva de Bedmar es un yacimiento arqueológico que abarca desde el Paleolítico medio hasta el Neolítico situada en la Sierra de la Serrezuela en el Parque natural de Sierra Mágina, cerca del municipio de Bedmar en la provincia de Jaén.

## Intervenciones arqueológicas
Las actividades arqueológicas de la zona comienzan después de que un miembro de la Fundación Instituto de Investigación y Evolución Humana (FIPEH) encontrase restos arqueológicos que indicaban la potencial presencia de un yacimiento arqueológico.
En el año 2015, FIPEH inicia la primera campaña arqueológica dando como resultado el desenterramiento de más de 600 piezas de material arqueológico, en su mayoría industria lítica, perteneciente a la cultura Musteriense, lo que ubica a este yacimiento en el Paleolítico medio. Los numerosos restos hacen pensar que la Cueva de Bedmar era un lugar exclusivo de talla de útiles líticos durante el Paleolítico medio.
En el verano de 2016, se abre una nueva zona de excavación dentro del conjunto de Cueva de Bedmar conocido como la Cueva del Portillo. El trabajo realizado en esta campaña permite que el material arqueológico encontrado ascienda a cerca de 2500 piezas entre las que destacan dos collares de conchas, uno de ellos completo.
El conjunto de evidencias recogidas hasta la fecha, aunque todavía bajo estudio, permite diferenciar por el momento cuatro niveles: el superior corresponde al Neolítico, donde se hallan molinos de mano y algunas cerámicas. El segundo nivel encaja en el Paleolítico Superior con una datación relativa de 13000 años, estando representado fundamentalmente por herramientas líticas, nivel donde además se halló el collar completo. A éste, le sigue el tercer nivel, Magdaleniense, de donde proviene el segundo collar, y que muestra suelo de ocupación con presencia de hogares. Por último, en el nivel inferior existe industria lítica y restos de fauna.